# 長興上里
長興上里，是台灣南部自清治時期至日治初期的一個行政區劃，其範圍即今台南市的永康區南部偏東。
長興上里西邊及西北邊為永康上中里，東北邊為廣儲西里，東邊為保西里，南邊為長興下里，西南端為永康下里。

## 管轄街庄
長興上里共轄1個庄：
- 今永康區境內：大灣庄